# Salsola divaricata
Salsola divaricata es una especie de planta de la familia Amaranthaceae.

## Descripción
Se distingue de otras especies del género por poseer hojas opuestas bien desarrolladas, cortamente pecioladas (articuladas en la base). Los tépalos en fruto con una ala dorsal bien visibles y sobresalientes.

## Distribución y hábitat
Especie endémica de las Islas Canarias. Se encuentra presente en comunidades halófilas de las zonas bajas de todas las islas menos El Hierro y La Palma, donde se considera extinta.

## Taxonomía
La primera descripción válida fue hecha por Francis Masson, aunque el nombre se atribuía a Heinrich Friedrich Link. Fue publicada por Leopold von Buch en Physicalische Beschreibung der Canarischen Inseln, página 141.
Etimología
Salsola: nombre genérico que deriva del término latino salsus = "salado", de acuerdo con los hábitats de muchas de sus especies.
Divaricata: epíteto latino que significa "extendido", en relación con la disposición opuesta de sus hojas.
Sinonimia
- Seidlitzia orotavensis Iljin, Not. Syst. Herb. Inst. Bot. Acad. Sci. URSS 15: 88 (1954).
- S. lowei Iljin, Not. Syst. Herb. Inst. Bot. Acad. Sci. URSS 15: 90 (1954).
- Salsola marujae Castrov. & Luceño, Anales Jard. Bot. Madrid 50 (2): 259-260 (1992).
- S. longifolia auct. can., non Forssk. Fl. Aegypt.-Arab.: 55 (1775).
- S. oppositifolia auct. can., non Desf. Fl. Atlant. 1: 219 (1798).
- S. pterosperma Willd., in schedis. B-W 05406.

## Nombres comunes
Se conoce como matabrusca negra, salado, zagua.